# Uciekinierzy (obraz Kazaksa)
Uciekinierzy (łot. Bēgļi) – obraz olejny namalowany przez łotewskiego artystę Jēkabsa Kazaksa w 1917 roku, znajdujący się w zbiorach Łotewskiego Narodowego Muzeum Sztuki w Rydze.

## Opis
Obraz odnosi się do łotewskiej tragedii narodowej przesiedleń ludności pod koniec I wojny światowej. Przedstawia smutną historię chłopskiej rodziny opuszczającej dom w czasie wojny. Postać starszego mężczyzny góruje nad pozostałymi, niczym skała, symbolizując siłę. Starsza kobieta emanuje mądrością i hartem ducha. Młoda kobieta z dzieckiem jest symbolem nieskończonego cyklu życia. Uciekinierzy doświadczają niepokoju, ale także gniewu, który nie pozwala im poddać się rozpaczy; pokazują swoje duchowe i fizyczne siły. Nadzieja na powrót do ojczyzny wciąż wypełnia ich serca. To monumentalne płótno jest jednym ze szczytowych osiągnięć klasycznego modernizmu na Łotwie.